# In the Zone
In the Zone (с англ. — «В зоне») — четвёртый студийный альбом американской певицы Бритни Спирс, выпущенный 12 ноября 2003 года на Jive Records. Его музыка представлена данс, хаус, трип-хоп и хип-хоп стилями с использованием таких инструментов, как гитары, барабаны, синтезаторы, струнные и средневосточные музыкальные инструменты. Тематика альбома: любовь, танцы, феминизм, а в случае с «Touch of My Hand» — секс и мастурбация. Вклад в создание пластинки сделали многие продюсеры (Bloodshy & Avant, Ар Келли, Trixster, Моби, Гай Сигсуорт и The Matrix). Спирс сотрудничала с такими артистами, как Мадонна в «Me Against the Music» и Ying Yang Twins в «(I Got That) Boom Boom».
С завершением Dream Within a Dream Tour в июле 2002 года и после разрыва с Джастином Тимберлейком Спирс планировала взять шестимесячный перерыв в своей карьере; однако, работа над «In the Zone» началась раньше, в ноябре того же года. Она писала песни во время международного турне, ещё не представляя концепцию будущего альбома. Первой записанной песней была «Touch of My Hand», которая, по мнению Спирс, задаёт настроение всему «In the Zone». Певица выступила соавтором всех песен, кроме четырёх треков, и часто исправляла, редактировала тексты так, чтобы они стали подходящими ей; старание, как и в прошлые разы, вложить элемент автобиографичности, хотя и не слишком откровенной, наложило отпечаток на многие композиции. Сексуальный характер In the Zone вышел из подсознания Бритни «внезапно, от желания раскрыть себя общественности в новом свете».
In the Zone получил, в основном, одобрительные отзывы от музыкальных критиков, которые похвалили его за смелую экспериментальную смесь различных стилей и активное участие самой исполнительницы в создании альбома. Коммерчески In the Zone стал успешным, дебютировав на первой строке чартов Франции и США и достигнув пика в топ-10 в пятнадцати странах. В США Спирс стала первой артисткой, у которой четыре альбома подряд поднимались на верхушку национального чарта. In the Zone стал восьмым самым продаваемым альбомом 2003 года.
Три из четырёх синглов из альбома («Me Against the Music», «Toxic» и «Everytime») сразу превратились в международные хиты, о чём говорят первые позиции чартов Австралии и Ирландии и места в топ-5 по всему миру. Чтобы прорекламировать In the Zone, Спирс много раз исполнила песни на телевидении, а также отправилась в The Onyx Hotel Tour. Четвёртая работа Бритни во многом рассматривались критиками как её триумфальный переход от звезды тинейджеров ко взрослой артистке, готовой достичь уровня королевы поп-музыки. В 2009 г. Эми Шрифер из NPR поставил In the Zone в список «50 Самых Значительных Записей Десятилетия», назвав его «основой звучания поп-музыки в 00-х».

## Предпосылка и создание

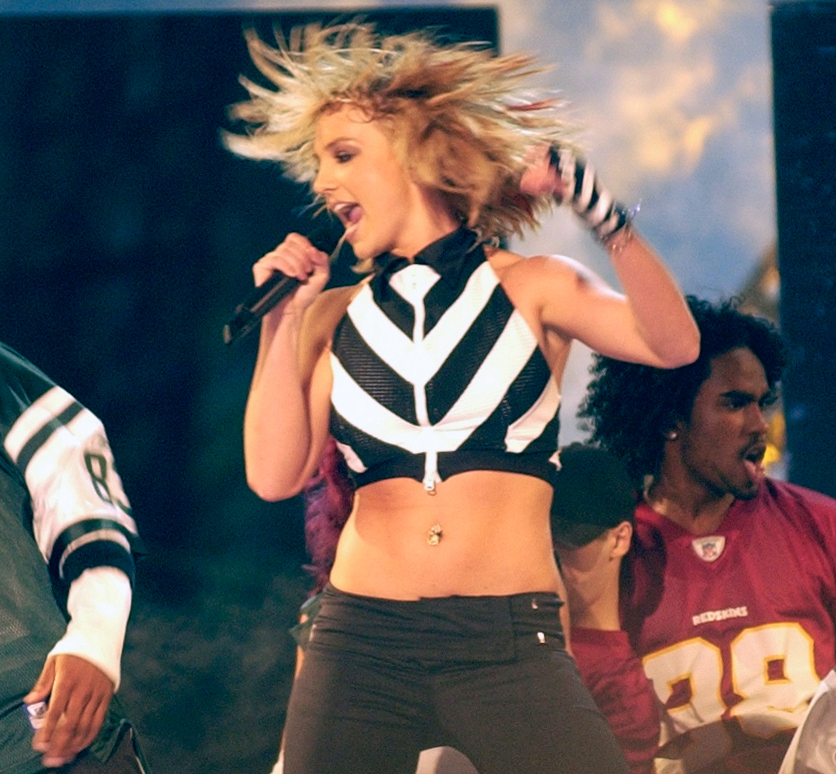
Спирс исполняет «Me Against the Music» на 2003 NFL Kickoff Live.

В ноябре 2001 Спирс выпустила третий альбом, Britney, который поднимает более провокационные темы, чем первые две пластинки, однако по продажам (4 миллиона копий в США) не может сравниться с ними. В следующем году трёхлетние отношения Бритни с поп-певцом Джастином Тимберлейком после долгих раздумий подошли к концу.
После Dream Within a Dream Tour, закончившегося в июле 2002, Спирс объявила, что возьмёт перерыв в своей карьере на шесть месяцев, но в ноябре 2002 анонсировала следующий студийный альбом, заявив: "Ну, на самом деле, я просто сказала, что хочу две или три недели отдыха. [….] И весь мир воскликнул, " О, Боже!, [так] она ушла … «
Для „In the Zone“ Бритни пригласила Bloodshy & Avant, Ар Келли, Кристофера Стюарта, Моби, Гай Сигсуорта и The Matrix. Песни она начала писать ещё во время Dream Within a Dream Tour. По окончании гастролей Спирс пригласила свою подругу бэк-вокалистку Аннету Артани к себе домой в Лос-Анджелесе, где они писали музыку для фортепиано и вскоре после этого поехали на озеро Комо в Ломбардии, Италия — то была работа над „Everytime“, песней-ответом на „Cry Me A River“. В Италии же был написан „Shine“, посвящённый сестре Бритни Джейми Линн. Однако он так и не вышел в свет. В 2003-ем Кристофер Стюарт и Пенелопа Магнит, объединённые под общим псевдонимом RedZone, представили Спирс „Pop Culture Whore“. В то время как её команде понравился трек, Бритни отвергла его. В итоге Стюарт и Магнит начали работать над первой версией „Me Against the Music“. На репетиции выступления на 2003 MTV Video Music Awards, Бритни прогнала готовую версию композиции. Мадонна, случайно услышавшая репетицию, заявила, что ей безумно понравилась окончательная версия и попросила молодую коллегу спеть дуэтом, на что та, будучи горячей поклонницей творчества Мадонны, согласилась. Один из главных хитов альбома „Toxic“ был записан на Murlyn Studios в Стокгольме и на Record Plant в Голливуде. В декабре 2003 на MTV News появилось информация, что пред командой певицы стал тяжёлый выбор: что сделать синглом — „(I Got That) Boom Boom“ или „Outrageous“, тогда Спирс неожиданно отбросила оба варианта и выбрала „Toxic“ со словами: „Весёлая песня, действительно необыкновенная, вот почему я так сильно её полюбила“.
Находясь в Европе, Спирс встретилась с Уильямом Орбитом и Daft Punk для возможного сотрудничества. Изначально в качестве продюсеров назначили Darkchild и The Neptunes. Когда The Hollywood Reporter спросили Спирс о том, как идёт творческий процесс и поменялся ли вектор её развития как артиста, она ответила, что произошла естественная эволюция, добавив: „Это случается непринужденно, ты должен чувствовать каждый этап своего взросления, чтобы чутко реагировать на изменения внутри себя, так или иначе наступающие с годами. […]“. Спирс организовала встречи с Тимбалэндом и Мисси Эллиотт в надежде ещё более разнообразить звучание. Менеджер Спирс попросила Фреда Дёрста представить несколько трип-хоп треков, которые сразу были записаны в январе 2003. Вскоре появились новости о разрыве этой сделки, Дёрст сказал Jive Records, что не собирается позволять им использовать его песни. В марте 2003 Лорен Кристи из The Matrix рассказала о создании альбома MTV News и нашла сходство между ним и Ray of Light Мадонны. Скотт Спок, один из The Matrix, продолжил цепочку сравнений:

„Бритни перешла на новый уровень в своей карьере. Мадонна, к примеру, всегда берёт что-то клубное, потом подстраивает это что-то под себя, ищет интересные мотивы, и в итоге весь мир балдеет от очередного хита. Думаю, Бритни уже следует тому же принципу: подыскивает разнообразный материал вместо того, чтобы дальше затирать до боли знакомое, и адаптирует его под свою уникальную манеру подачи. Так и совершаются революции в музыке […] Фанаты, конечно, придут в бешенство не сразу, но они и не будут расстроены, скорее, они будут увлечены тем зрелищем, которое готовит их кумир“.

Спирс предварительно представила несколько песен Кваддусу Филиппу с MTV в мае 2003, включив „Touch of My Hand“, „Brave New Girl“ и „Everytime“. Она прокомментировала: „Я действительно могла не торопиться, управлять творческим процессом и делать новый альбом особенным, особенным, особенным“. 27 августа 2003 г. Спирс появилась на открытии Церемонии MTV VMA 2003 и исполнила попурри „Like a Virgin“/ Hollywood» с Мадонной, Кристиной Агилерой и Мисси Эллиотт. Выступление открывала как раз Бритни: она очутилась на сцене на верхушке импровизированного гигантского торта в свадебном платье и вуали и спела первый куплет «Like a Virgin», потом из-за торта показалась Агилера и присоединилась к ней. Мадонна вышла из торта в чёрном плаще и шляпе, исполняя «Hollywood» и, когда номер достиг экватора, закружилась в танце, после чего поцеловала Спирс и Агилеру в губы. Мисси Элиотт вышла на сцену, чтобы спеть строчки из своей песни «Work It» посередине выступления. Поцелуй вызвал фантастический резонанс и неоднозначную реакцию со стороны медиа. Выступление попало в список журнала Blender в качестве одного из самых сексуальных моментов в истории телевидения. MTV внёс его в список "самых значительных номеров в истории Церемонии MTV Video Music Awards.

## Запись

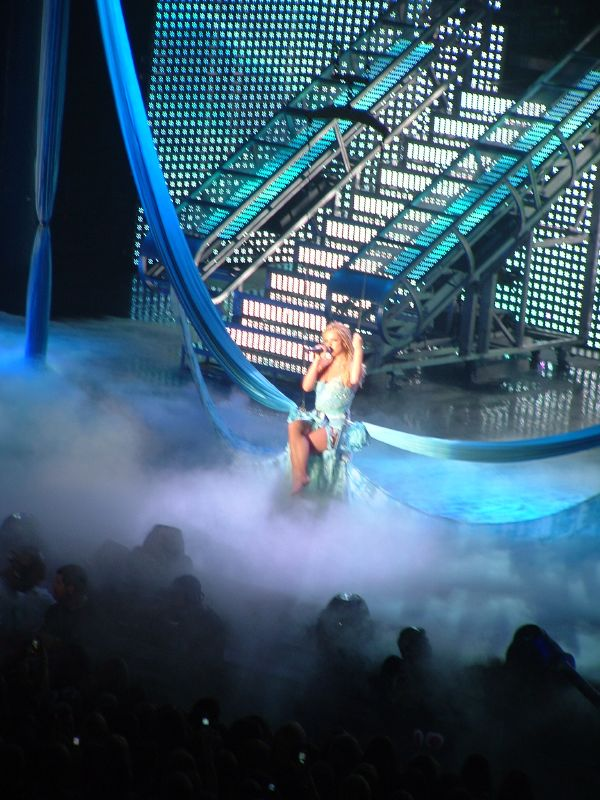
Спирс исполняет «Shadow» во время The Onyx Hotel Tour, 2004.

Для In the Zone Спирс работала с такими хитовыми продюсерами, как Bloodshy & Avant, Ар Келли, Дидди, Кристофер Стюарт, Моби, Гай Сигсуорт и The Matrix. С завершением Dream Within a Dream Tour в июле 2002 года и после разрыва с Джастином Тимберлейком Спирс планировала взять шестимесячный перерыв в своей карьере; однако, работа над In the Zone началась раньше, в ноябре того же года. Она писала песни во время международного турне, ещё не представляя концепцию будущего альбома. Первой записанной песней была «Touch of My Hand», которая, по мнению Спирс, задаёт настроение всему «In the Zone». Певица выступила соавтором всех песен, кроме четырёх треков, и часто исправляла, редактировала тексты так, чтобы они стали подходящими ей; старание, как и в прошлые разы, вложить элемент автобиографичности, хотя и не слишком откровенной, наложило отпечаток на многие композиции. Сексуальный характер In the Zone вышел из подсознания Бритни «внезапно, от желания раскрыть себя общественности в новом свете».
Для написания «Everytime» Бритни пригласила свою подругу и бэк-вокалистку Аннет Артани к себе домой в Лос-Анджелес, где они вместе создали фортепианную мелодию для песни, и сразу после отправились на Комо в Ломбардию. Серьёзная работа началась в начале 2003.
Кристофер Стюарт и Пенелопа Магнет, повсеместно известные как RedZone-коллектив, представили представили команде Бритни песню «Pop Culture Whore». В то время, как менеджеру певицы понравился трек, сама Спирс отвергла её, сказав, что песня «отстой». Тогда Магнет приехала к Спирс ночью в Нью-Йорк, чтобы «понять её мир» и пояснила, что проще «писать, зная, что она на это скажет, чувствуя, где её настоящая энергия». Так из-под пера Стюарт и Магнет появился «Me Against the Music». Во время серии записей композиции, как вспоминает Стюарт, кондиционер, который был в студии, сломался за три дня, но Бритни «была поглощена процессом, не жаловалась ни на что, и это показатель настоящего профессионализма». На репетиции выступления на 2003 MTV Video Music Awards, Бритни прогнала готовую версию композиции. Мадонна, случайно услышавшая репетицию, заявила, что ей безумно понравилась окончательная версия и попросила молодую коллегу спеть дуэтом, на что та, будучи горячей поклонницей творчества Мадонны, согласилась. RedZone передали «Me Against the Music» Мадонне, чтобы та сделала аранжировку и записала свой вокал. Спирс была «несказанно удивлена», когда услышала куплет в исполнении Мадонны. Впоследствии RedZone работали над несколькими другими песнями: «Early Mornin'», записали бэк-вокал для «Outrageous» и спродюсировали «The Hook Up».
The Matrix также внесли свою лепту, но их песни Бритни значительно изменяла, подгоняла их под себя. Кристи сказала: «Она действительно знает, что хочет и понимает с первого прослушивания, подходит ли та или иная вещь для её детища или нет. Она не из тех, кто будет работать с фальшивым имиджем». Кристи также была впечатлена возможностями вокала Спирс во время записи «Shadow». Стив Андерсон, Лиза Грин и Стивен Ли написали «Breathe on Me» на Metrophonic Studios в Лондоне. Песня была спродюсирована Марком Тэйлором, а Андерсон больше всего работал над программированием. С Тэйлором Спирс и записала «Breathe on Me» и «And Then We Kiss». До релиза альбома менеджер исполнительницы Ларри Рудольф дал комментарий относительно того, как важен для неё был уход от традиционного поп-звучания: «I’m a Slave 4 U» и «Boys» с Britney знаменовали начало «эры новой Бритни Спирс». Барри Вайсс, тогдашний президент Jive Label Group, добавил: «Она достигла того, чего хотела — сделать взрослый альбом, который не похож ни на что из того, что уже приходилось ей записывать. […] это особенная проба: несмотря на некоторые трудности и нездоровое внимание со стороны общественности, Бритни сделала всё так, как нужно. Что-то свыше снизошло на неё во время творчества». In the Zone был записан на Battery Studios и The Dojo в Нью-Йорке, 3:20 Studios, Decoy Studios, Pacifique Studios, Record Plant и Westlake Audio в Лос-Анджелесе, The Chocolate Factory, в Чикаго, Triangle Sond {sic} Studios в Атланте, Metrophonic Studios и Olympic Studios в Лондоне и Murlyn Studios в Стокгольме.

## Композиция
«У меня есть убеждение, что когда ты начинаешь быть своекорыстным и эгоистичным со своей музыкой..., то обязательно потерпишь фиаско. Я сделала что-то подобное с некоторыми последними записями и поняла ошибку. Я принимаю, когда музыканты пишут о личных вещах, но когда всё вертится вокруг тебя, музыка теряет очень важную составляющую. Ведь нельзя забывать, что песни пишутся прежде всего для людей, фанатов, соответственно, то, что они слушают, должно касаться их. Так и в этом альбоме, есть такие песни, как 'Brave New Girl', например. Она личная, но в определённой степени касается всех»
Согласно Billboard, In the Zone — новое музыкальное свершение в музыке Спирс. Вместо традиционного тин-попа, альбом более ориентирован на танцевальный ритм. Спирс рассказала о своих ощущениях по поводу звучания альбома Rolling Stone: «Я бы описала его трансовым, энергичным — что-то не похожее на обычные поп-пластинки […] Конечно, я не делаю больше „…Baby One More Time“ и такие мощные хиты, но сейчас этого и не нужно. In the Zone, чувственный, сексуальный, отражает меня на сегодняшний момент, так что невозможно быть недовольным тем, каким он получился в конечном счёте». Эми Шрифер из NPR заявила, что альбом — это смесь данса, хауса, кранка, ритмов дивали и хип-хопа. Уильям Шоу из Blender сказал: «Главная тема In the Zone — это пробуждение сексуальности Спирс».
Первый сингл из альбома, «Me Against the Music», записанный при участии Мадонны, представляет разнообразную инструментовку: от хип-хоп эффектов до фанк-гитар. «Toxic», изначально предлагавшийся Кайли Миноуг, был выпущен вторым синглом из альбома. В нём есть элементы электропопа и бхангри; гармоничные переливания синтезаторов, высокочастотных струнных, серф-гитар и барабанов должны вогнать слушателя в состояние оцепенения. «Everytime», третий сингл, начинается с мягкого фортепианного проигрыша в аккомпанементе и хриплого вокала Спирс, постепенно нарастающего по громкости. «Everytime» — мольба о прощении за неумышленно причинённую боль бывшему любовнику: «Каждый раз, когда я пытаюсь улететь, / Без своих крыльев я чувствую себя такой маленькой». В интервью с MTV Спирс рассказала о песне: «Она о жестоком разочаровании, о первой любви, твоей первой истинной любви. Это испытали многие: кажется, первая влюблённость, такая горячая и безумная, останется с вами, и вы проживёте с ней всю жизнь, но на деле всё совсем оказывается не так». Когда её спросили, является ли «Everytime» ответом Тимберлейку, Бритни сказала: «Пусть песня сама за себя скажет». «Outrageous», четвёртый и последний сингл из альбома, повествует о материализме и удовольствии; трек написан в стиле хип-хопа, и, согласно MTV, в нём присутствуют «шёпот и стон Спирс […] с мелодией заклинателя змей, что придаёт песне экзотическое звучание».
Вторая песня, «I Got That (Boom Boom)», — это хип-хоп трек в стиле Атланты при участии Ying Yang Twins. У «Showdown» «оживлённые» ритмы, а слова песни намекают на подталкивание к совершению плотских утех": «Я правда не хочу тебя дразнить / Расстегни мою молнию, пожалуйста» Четвёртый трек «Breathe on Me» является самой чувственной песней с пластинки. Со вступлением трип-хопа Спирс поёт: «О, так жарко, мне нужно немного воздуха / Милый, не останавливайся, я уже на полпути. […] Просто сомкни губы и подуй». «Early Mornin'» описывает девушку, ищущую парней в клубе Нью-Йорка; в песне присутствуют духовые инструменты, вокал Спирс приглушён, тон вкрадчивый, различимы звуки зевоты. Упоминается ночной клуб «Show». В «Touch of My Hand», которую можно сопоставить с песней Джанет Джексон «That’s the Way Love Goes» (1993), Бритни поёт нижним регистром под плавную мелодию, включающую в себя средневосточные музыкальные инструменты. Текст недвусмысленно описывает процесс мастурбации: «Я буду дерзкой / Я направляюсь в те места, где не смогу себя контролировать… / Сегодня ночью я не хочу объяснять / Вещи, которые я пытаюсь скрыть».
Трек «The Hook Up» похож на регги-композицию, причём Спирс поёт с ямайским акцентом. Баллада «Shadow» рассказывает о том, как воспоминания о любимом могут все ещё сохранятся после его ухода, а «Brave New Girl» — о девушке, которая ищет свою пассию и нарушает запреты. С переменчивыми электро-фанк ритмами она поёт оживленно с редкими переходами на читку: «Она собирается найти свою пассию, она собирается найти свой путь, она собирается выбраться из этого / Она не хочет Нью-Йорк, не хочет Лос-Анджелес, она собирается найти особый поцелуй». В песне присутствуют элементы музыки No Doubt, Blondie и Мадонны. В «The Answer» Спирс поёт о том, что её любимый — все, что ей нужно: «Кто обнимет меня крепко и согреет холодной ночью? / Кто вытрет мои слезы и все исправит? / Кто будет любить меня больше жизни? / Кто он, мой единственный?». В «Don’t Hang Up» она просит по телефону любимого удовлетворять её «желания» на большом расстоянии.

## Синглы
«Me Against the Music» был выпущен лид-синглом с In the Zone 20 октября 2003 г. на Jive Records. В качестве первого сингла по выбору лейбла готовился изначально «Outrageous», но Спирс убедила поменять его на «Me Against the Music». Песня получила смешанные отзывы от критиков. «Me Against the Music» посчитали сильным танцевальным треком, другие отнеслись к нему неодобрительно, но, несмотря на присутствующую критику, сингл ждал международный успех: места на верхушке чартов Австралии, Дании, Венгрии, Ирландии и Испании, а также в European Hot 100 Singles, вторые места в Канаде, Италии, Великобритании, позиция в топ-5 во многих других странах. Песня выиграла награду «Горячий Танцевальный Сингл Года» на 2004 Billboard Music Awards. В клипе Спирс преследует Мадонну в ночном клубе.
«Toxic» был выпущен вторым синглом из альбома 12 января 2004 г. Именно Бритни выбрала его в качестве сингла, хотя выбор изначально стоял между «(I Got That) Boom Boom» и «Outrageous». Песня получила позитивные отзывы от критиков. «Toxic» также ждал мировой успех: он достиг топ-5 в пятнадцати странах, в том числе, в Австралии, Канаде, Венгрии, Норвегии и Великобритании, колоссальный ажиотаж вызвал в США. В клипе Спирс предстаёт в качестве секретного агента, который ищет флакон с зелёной ядовитой жидкостью. После того, как ей удаётся украсть его, она попадает в квартиру и отравляет неверного парня. В клипе также присутствуют сцены обнажённой Спирс, усыпанной бриллиантами по всему телу. «Toxic» принёс Спирс Грэмми в категории «Лучшая Танцевальная Запись».
«Everytime» был выпущен третьим синглом из альбома 17 мая 2004 г. Получив позитивную оценку от критиков, достиг пика в топ-5 во многих странах и верхушки чартов в Австралии, Венгрии, Ирландии и Великобритании. В клипе, где Спирс появляется в роли звезды, преследуемой папарацци, присутствуют сцены, как она топится в своей ванной, и кровь от раны на её голове расплывается по воде, как в больнице, несмотря на усилия врачей, она умирает, успев, правда, родить ребёнка. В изначальном сценарии лирическая героиня Бритни должна была совершить самоубийство путём передоза наркотиков, но после критики со стороны некоторых организаций, которые восприняли сюжет как попытку популяризовать наркотические вещества и гламуризовать суицид, он был изменён.
«Outrageous» стал четвёртым и последним синглом из альбома, выпущен 13 июля 2004. Песня была окончательно выбрана синглом после того, как была заявлена в качестве главной темы в фильме 2004 года Женщина-кошка. «Outrageous» получил смешанные отзывы от критиков. Некоторые похвалили фанк звучание, отметив влияние Майкла и Джанет Джексон на певицу, другие посчитали его «незапоминающимся». Песня проявила себя только в США, войдя во многие дочерние чарты Billboard и достигнув пика на семьдесят девятой строке в the Hot 100. Клип был снят в Нью-Йорке в июне 2004, но на съёмках Спирс повредила колено, и ей пришлось перенести артроскопию. Клип был аннулирован, The Onyx Hotel Tour прервали, и появление песни в Женщине-кошке сорвалось.

## Промо

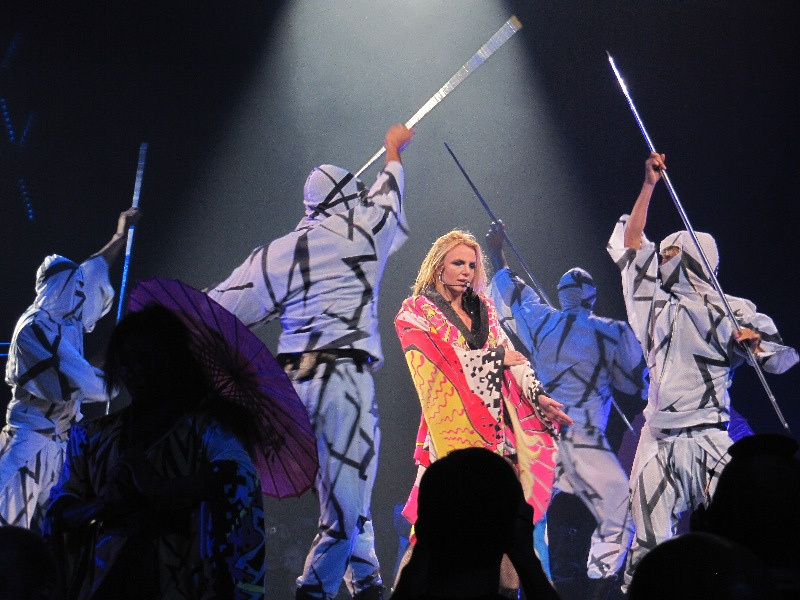
Спирс исполняет «Toxic» во время Femme Fatale Tour, 2011.

В ноябре 2003 Барри Вайс рассказал Billboard о том, что In the Zone был раскручен на мировом уровне благодаря печатным изданиям, вниманию СМИ, частым появлениям на ТВ и радио, выпуску осведомительных видео. Вдобавок, Jive поработал с маркетологом из Karpel Group, чтобы продавать альбом гей-сообществу. Другие маркетинговые попытки состояли в продаже товаров компании LidRock: так, после заказа в Sbarro покупатели получали чашку с иллюстрацией и диском в переплёте с «Brave New Girl», а также песнями двух других артистов. В декабре 2003 в новый диск LidRock вошёл ремикс на «Me Against the Music» без Мадонны, а также песни других артистов лейбла Jive: Ника Кэннона и Bowling for Soup. В коротких видео были показаны моменты со съёмок клипов. 1 ноября 2003 года были запущены две национальные телевизионные рекламные кампании: освещение в американском комедийном шоу Saturday Night Live и эксклюзивы на MTV. Для международного показа в течение четырёх месяцев Спирс участвовала в семи мини ТВ-выпусках и более чем в ста пятидесяти интервью за пределами США.
Впервые Спирс исполнила «Me Against the Music» на 2003 NFL Kickoff Live 4 сентября 2003 г. на Национальной аллее. Исполнение плавно перешло в попурри «…Baby One More Time» и «I’m a Slave 4 U», применялась пиротехника. 14 сентября 2003 г. Спирс неожиданно выступила на концерте в «Rain Nightclub» в Palms Casino Resort и исполнила «Me Against the Music», «Breathe on Me» и попурри «…Baby One More Time»/«I’m a Slave 4 U». 18 октября 2003 г. она исполнила «Me Against the Music» и «Everytime» в двадцать девятом сезоне Saturday Night Live. Бритни присутствовала на открытии 2003 American Music Awards и выступила там с «Me Against the Music». 17 ноября 2003 специальный концерт под названием Britney Spears: In the Zone вышел в эфир на ABC. На следующий день Спирс исполнила «Me Against the Music» и «(I Got That) Boom Boom» на американском шоу TRL на Таймс-сквере. «Me Against the Music» было также исполнено на американском ночном шоу The Tonight Show with Jay Leno и американском утреннем шоу Live with Regis and Kelly 17 и 24 ноября 2003 г. Певица выступила с «Toxic», «Breathe on Me» и «Me Against the Music» на концерте Jingle Ball 8 декабря 2003 г. в Стэйплс-центре. 24 января 2004 она открывала 2004 NRJ Music Awards номером «Toxic». 5 августа 2004 г. Спирс исполнила «Everytime» на британском музыкальном чартовом шоу Top of the Pops.

### The Onyx Hotel Tour
Об Onyx Hotel Tour для продвижения In the Zone было объявлено в декабре 2003. Тур должен был изначально называться In the Zone Tour, но Спирс предъявили иск за использование торговой марки и запретили включать фразу «in the zone» в официальные афиши концертов, тогда певица решила совместить название тура и отеля, которое впоследствии она соединила с концепцией камня оникс. Спирс рассказала, что идея отеля пришла к ней во время путешествия. По её задумке, зрители, приходящие на концерт, должны были вообразить себя гостями «уникального, таинственного отеля, обитого библейским камнем оникс, где каждый, кто наполнит собственным внутренним светом драгоценный минерал, сам воплощает свои фантазии в жизнь. Это яркое, фантастическое место, где чудесные сны реализуются, и раскрываются самые тёмные тайны.» Сет-лист шоу был составлен, в основном, из песен In the Zone, но были включены также и некоторые песни из предыдущих альбомов, переработанные в стиле джаза, блюза и латиноамериканских карнавалов. Импресарио тура Clear Channel Entertainment продавал билеты взрослой публике, в то время как другой спонсор, MTV, очень сильно продвигал и рекламировал тур на ТВ-шоу и в интернете, приглашая прийти на него всех желающих. Шоу было разделено на семь частей: Приветствие (танцы в отеле), Мистический лаунж (номера в стиле мюзиклов, ремиксы старых песен), Таинственный сад (путешествия в джунглях), Зона Оникса (баллады, акробатика), Камеры безопасности (самая «горячая» часть, номера для взрослых), Ночной клуб (исполнение танцевальных урбанистических композиций) и выход на бис («Me Against the Music»). Тур был восторженно встречен публикой, его похвалили за интересное шоу, театральность и экспериментальность. The Onyx Hotel Tour был коммерчески успешен, получив доход $34 миллиона. В марте Спирс повредила колено на сцене, вследствие чего ей пришлось перенести два шоу. В июне Спирс упала на съёмках клипа и снова повредила колено. Ей пришлось перенести операцию. Оставшиеся концерты тура были отменены.

## Отзывы критиков
In the Zone получил рейтинг 66 из 100 (что означает: «в основном положительные отзывы»), основанный на обзорах 13 критиков музыкального обозревателя Metacritic. Джейсон Шоэн из About.com дал позитивный отзыв, сказав, что альбом несёт безумную сексуальную энергию. Он также добавил: «Ни один из предыдущих её альбомов не вызывал такой долгий эмоциональный отклик, такого удовольствия, какое возникает при прослушивании качественной поп-музыки. Я скучаю по Макс Мартину, конечно, но такое чувство, что Мисс Спирс положила глаз на Леди Чиконе. Другими словами, In the Zone — это своеобразный True Blue Бритни». Стивен Томас Эрлевайн из Allmusic сказал, что альбом вышел «отрывным, новаторским, но несмотря на некоторые оттенки нео-электро и the Neptunes, его звучание не кажется современным — скорее оно напоминает записи 1993 года или Bedtime Stories и Ray of Light Мадонны — вот в чём заключается новаторство. Треки продуманны, изысканны, более разнообразны, чем её предыдущие песни». Рут Митчелл из BBC Online назвал «Early Mornin'» лучшим треком альбома, но добавил: «К сожалению попытки доказать недавно обнаруженное взросление — это то, что губит и омрачает все хорошее, что есть на In The Zone». Мим Удович из Blender прокомментировала: «В этой записи в стиле „я показываю себя“ решительно прослеживается вектор движения: от песен про сердце и любовь — к песням о сексе […] Больше не девочка, освобождённая от опеки, теперь самостоятельная женщина, она становится довольно желанной любовницей». Дэвид Брауни из Entertainment Weekly назвал «Brave New Girl» и «Touch of My Hand» самыми лучшими и самыми откровенными песнями альбома, но добавил: «Для полного освобождения и независимости Бритни всё ещё нужно найти свой путь».
Джон Парелес из Rolling Stone критиковал альбом за обработку голоса певицы, тематику стрип-клубов и пустоту, сказав, что запись не спасают даже «запоминающиеся, сверкающие ритмы». Сэл Синкемани из Slant Magazine заявил: «Четвёртый альбом Бритни, In The Zone, оказался попсовым пирогом с миксом хип-хопа и танцевальной музыки, стирающим напрочь следы её баблгам-прошлого. […] По большей части, In The Zone — это большое жирное ужасное любовное послание для танцпола». Дориан Лински из The Guardian прокомментировал: «В отличие от предыдущих альбомов Бритни, у In the Zone нет фальшивых кавер-версий, зато есть много вариаций первоклассного отборного попа, есть южный хип-хоп, дип-хаус, R&B, ритм Дивали и самое главное — много Мадонны». Джейсон Киинг из Vibe посчитал альбом «уверенной танцевальной записью, которая показывает совершенствование Спирс как автора песен, как артиста». «Toxic» принёс Спирс Грэмми в категории «Лучшая Танцевальная Запись» в 2005 г.

## Список композиций
| №                   | Название                                                                    | Автор(ы) | Продюсер(ы)                        | Длительность |
| ------------------- | --------------------------------------------------------------------------- | --- | ---------------------------------- | ------------ |
| 1.                  | «Me Against the Music» (featuring Madonna)                                  | Бритни Спирс Мадонна Кристофер "Трики" Стюарт Табисо "Таб" Никеринай Пенелопа Магнет Териус Нэш Гари О’Брайан | Трикстер Магнет [a]                | 3:43         |
| 2.                  | «(I Got That) Boom Boom» (featuring Ying Yang Twins)                        | Рой «Ройалти» Гамильтон Чина Ройал Деонжело Холмс Эрик Джексон                                                | Гамильтон                          | 4:51         |
| 3.                  | «Showdown»                                                                  | Спирс Кэти Деннис Christian Карлссон Pontus Winnberg Генрик Джонбэк                                           | Bloodshy & Avant                   | 3:17         |
| 4.                  | «Breathe on Me»                                                             | Стивен Ли Стив Андерсон Лиза Грин                                                                             | Марк Тэйлор                        | 3:43         |
| 5.                  | «Early Mornin'»                                                             | Спирс Моби Стюарт Магнет                                                                                      | Моби Трикстер [b] Магнет [b]       | 3:45         |
| 6.                  | «Toxic»                                                                     | Деннис Карлссон Уиннберг Джонбэк                                                                              | Bloodshy & Avant                   | 3:21         |
| 7.                  | «Outrageous»                                                                | Ар Келли | Келли Трикстер [b] Магнет [b]      | 3:22         |
| 8.                  | «Touch of My Hand»                                                          | Спирс Джимми Харри Бэльюа Мухаммед Шеп Соломон                                                                | Гарри Соломон                      | 4:19         |
| 9.                  | «The Hook Up»                                                               | Спирс Стюарт Никеринай Магнет                                                                                 | Трикстер Магнет [a]                | 3:54         |
| 10.                 | «Shadow»                                                                    | Спирс Лорен Кристи Скотт Спок Грэхэм Эдвардс Чарли Миднайт                                                    | The Matrix                         | 3:45         |
| 11.                 | «Brave New Girl»                                                            | Спирс Брайан Кьеральф Джош Шварц Кара Диогуарди                                                               | Brian and Josh                     | 3:30         |
| 12.                 | «Everytime»                                                                 | Спирс Аннетт Стамателатос                                                                                     | Гай Сигсуорт                       | 3:53         |
| 13.                 | «Me Against the Music» (featuring Madonna) (Rishi Rich's Desi Kulcha Remix) | Спирс Мадонна Стюарт Никеринай Магнет Нэш О’Брайен                                                            | Трикстер Магнет [a] Rishi Rich [c] | 4:29         |
| Общая длительность: | Общая длительность:                                                         | Общая длительность:                                                                                           | Общая длительность:                | 49:52        |

| №                   | Название            | Автор(ы)                         | Продюсер(ы)         | Длительность |
| ------------------- | ------------------- | -------------------------------- | ------------------- | ------------ |
| 14.                 | «The Answer»        | Райан Лесли Шон "П. Дидди" Комбс | Комбс Лесли         | 3:55         |
| 15.                 | «Don't Hang Up»     | Спирс Кьеральф Шварц             | Brian and Josh      | 4:01         |
| Общая длительность: | Общая длительность: | Общая длительность:              | Общая длительность: | 57:46        |

| №   | Название     | Автор(ы)    | Продюсер(ы) | Длительность |
| --- | ------------ | ----------- | ----------- | ------------ |
| 14. | «The Answer» | Лесли Комбс | Комбс Лесли | 3:55         |

| №  | Название                   | Режиссёр            | Длительность |
| -- | -------------------------- | ------------------- | ------------ |
| 1. | «Toxic» (Клип)             | Джозеф кан          | 3:30         |
| 2. | «Everytime» (Клип)         | Дэвид Лашапель      | 4:10         |
| 3. | «Chris Cox Megamix» (Клип) | Различные режиссёры | 3:47         |

| №  | Название                      | Режиссёр   | Длительность |
| -- | ----------------------------- | ---------- | ------------ |
| 1. | «Me Against the Music» (Клип) | Пол Хантер | 3:50         |
| 2. | «Toxic» (Клип)                | Джозеф Кан | 3:30         |
| 3. | «Фото Галерея»                |            |              |
| 4. | «Субтитры»                    |            |              |

Примечания
- ↑  обозначает сопродюсера
- ↑  означает вокального продюсера
- ↑  означает ремиксера

## Коммерческое появление

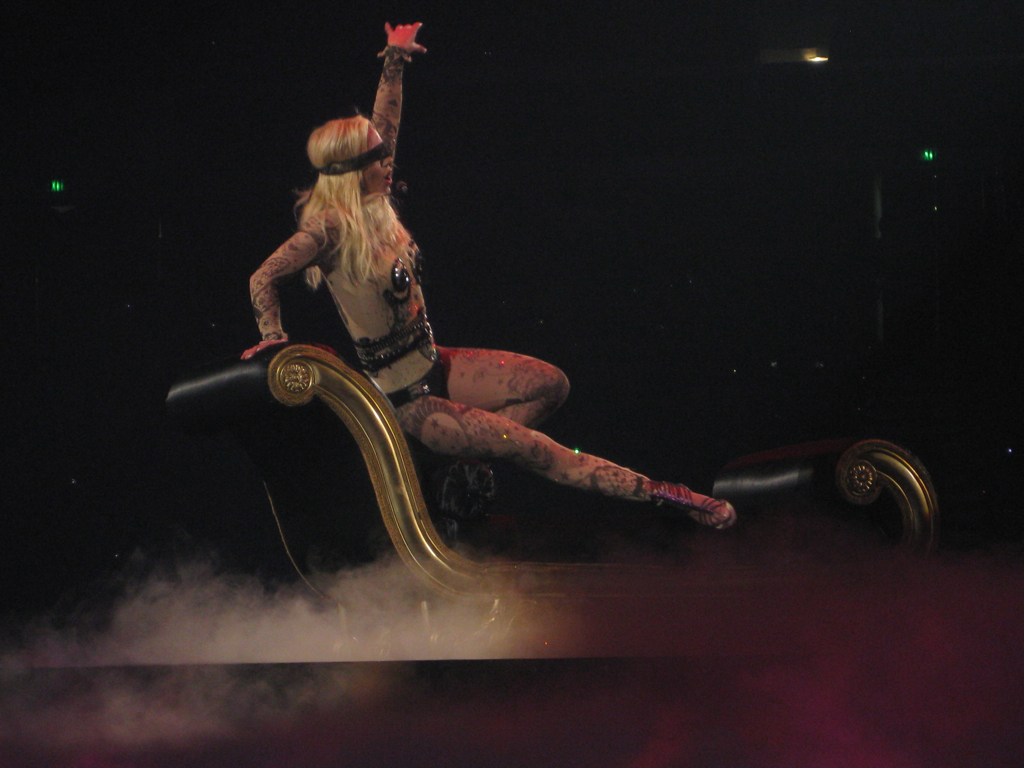
Спирс исполняет «Touch of My Hand» в Сакраменто в рамках The Circus Starring Britney Spears, 2009.

Согласно Nielsen SoundScan, In the Zone был распродан в количестве 609,000 копий за первую неделю в США, дебютировав на верхушке чарта Billboard 200. Это был второй альбом с самыми высокими дебютными продажами за 2003 г. (сразу после The Diary of Alicia Keys Алиши Киз), а также пятым с самыми высокими дебютными продажами за год. Спирс также стала первой артисткой в истории Billboard, у которой были четыре подряд альбома с высшими позициями. К третьей неделе In the Zone уже был распродан в количестве 1 миллиона копий в стране. Альбом был сертифицирован дважды платиновым по данным Recording Industry Association of America (RIAA) 16 декабря 2003 г. за продажи 2 миллионов копий в США. В целом, он был распродан более 3,000,000 копиями в США, согласно Nielsen SoundScan. В Канаде альбом дебютировал на второй позиции в Canadian Albums Chart с продажами 31,000 копий. In the Zone был сертифицирован трижды платиновым по данным Canadian Recording Industry Association (CRIA) за продажи в 300,000 копий в Канаде.
В Австралии и Новой Зеландии In the Zone дебютировал на десятой и двадцать пятой строках в официальных чартах соответственно. Он был сертифицирован платиновым статусом по данным Australian Recording Industry Association (ARIA) с продажами 70,000 копий. Альбом дебютировал на третьей строке в еженедельном чарте Oricon в Японии с продажами 59,128 копий. В Мексике In the Zone был сертифицирован платиновым 17 декабря 2003 г. по данным Asociación Mexicana de Productores de Fonogramas y Videogramas (AMPROFON) за продажи 150,000 копий. Альбом был сертифицирован платиновым в Аргентине по данным Argentine Chamber of Phonograms and Videograms Producers (CAPIF) за продажу 40,000 копий в общей сложности. In the Zone дебютировал на четырнадцатой строке в UK Albums Chart, оставался в чарте сорок три недели, перепрыгнув до тринадцатой строчки на тридцать шестой неделе, что и являлось пиком. Пластинка была сертифицирована платиновым статусом по данным British Phonographic Industry (BPI) за продажи 300,000 копий. Альбом также дебютировал на топовой позиции во Франции. В апреле 2004 г. он был сертифицирован платиновым по данным International Federation of the Phonographic Industry (IFPI) за продажу миллиона копий в Европе. In the Zone стал восьмым самым продаваемым альбомом 2003 года.

## Наследие
«Я не тот человек, который обвиняет других людей, но чувствую, что некоторые вещи, сделанные для меня, не всегда соответствовали моим интересам. Оглядываясь назад, понимаю, что в моём четвёртом альбоме было оставлено столько личной жизни, сколько надо. Надеюсь, он хоть чем-нибудь зацепил людей»
Стивен Томас Эрльюин из Allmusic прокомментировал: «Если Britney 2001 года был промежуточным альбомом, когда мисс Спирс была уже не девочкой, но ещё и не женщиной, работа 2003 года, In the Zone, — это свидетельство того, что она окончательно вырвалась из цепей и стала Взрослой Женщиной». Эрльюин сравнил Спирс с её ровесницей Кристиной Агилерой, объяснив, что обе одновременно выросли на глазах публики, обе взрывали музыкой ночные клубы, но в то время, как Агилера «пришла к этому как прирождённая волчица, Бритни же оставалась простой девчонкой из Луизианы, которая отрывалась в колледже, бухала, курила, танцевала и занималась сексом, то есть пускалась во все тяжкие, начиная с того момента, как научилась кайфовать». Сэл Синкемани из Slant Magazine заявил: «Девушка, которая кажется слишком сексуальной для её возраста, с помощью In The Zone наконец-то смогла раскрыть свою похоть — этого требовала её душа. Кокетство Бритни в действительности работает сейчас потому, что в 21 она, наконец, стала полноценной женщиной». Джейсон Кинг из Vibe сказал, что альбом показал изменившуюся Спирс, за которой может ухаживать любой мужчина. В 2009 г. Эми Шрифер из NPR занесла альбом в список «50 Самых Значительных Записей Десятилетия», назвав его «основной звучания поп-музыки 00-х». Шрифер похвалила «Toxic» и «Everytime», а также заявила: «В то время как история одержимости знаменитости, нездорового любопытства папарацци и конфликтов по поводу женской сексуальности и девственности, вызывающих широкий общественный резонанс, запечатлена в Бритни Спирс, история десятилетия безупречной поп-музыки осталась в её альбомах».
Джули Эндсагер в Sex in consumer culture (2006) поделилась размышлениями по поводу образа Бритни: «Клипы с In the Zone открывают перед нами разную Спирс. Хотя альбом и был направлен для продажи на рынке гомосексуалам, все клипы были сняты только с гетеросексуальными мужчинами». Эндсагер предположила, что певица решила вклиниться в сексуальные фантазии всех людей без исключения, и что использование облагороженного образа привлекательной девушки, в то же время «лесбийской цыпочки», работает на две цели: прежде всего, исполнить гетеросексуальные фантазии мужчин, а с другой стороны, дать девушкам инструкцию к привлечению второй половинки; с маркетинговой точки зрения, этот замысел имел очевидную выгоду. Поцелуй Спирс и Мадонны на Video Music Awards рассматривался экспертом как попытка «дополнить общую картину ещё одним важным штрихом». Эндсагер также сказала: «[Спирс], возможно, довела свою сексуальность до крайности, насколько это было возможно в 22 года».

## Над альбомом работали
| - Algozee — исполнительский ансамбль - Эд Алтон — струнные - Стив Андерсон — автор, инструментовка, программирование - BlackCell — бэк-вокал - Bloodshy & Avant — аранжировка, программирование, продюсер, звукооператор, цифровое редактирование, инструментовка - DaCorna Boyz — клавишные - B.U.D. — бэк-вокал - Кортни Коплэнд — бэк-вокал - Том Койн — мастеринг - Кэти Деннис — автор - Кара Диогуарди — бэк-вокал - Роксанна Эстрада — бэк-вокал - Крис Фудурих — звукооператор - Энди Галлас — звукооператор - Абель Гарибальди — программирование, звукооператор - Рой Гартрелл — банджо, гитара - Сербан Генеа — микширование - Брэд Гильдерман — звукооператор - Рой «Royalty» Гамильтон — аранжировка, продюсер, бэк-вокал, инструментовка - Джон Хейнс — цифровое редактирование, Pro-Tools - Даг Хейнс — Pro-Tools - Джимми Харри — аранжировка, программирование, продюсер, гитара, клавишные - Эмма Холмгрен — бэк-вокал - Janson & Janson — дирижёр - Хенрик Джонбак — автор, гитара - Дженнифер Карр — бэк-вокал - Брайан Кьерульф — автор, программирование, продюсер, звукооператор, вокальный инженер, вокальное редактирование, гитара, клавишные - Кайрон Лесли — бэк-вокал - Томас Линдберг — бас - Стив Лант — аранжировка, продюсер - Донни Лайл — гитара - Шон Маги — звукооператор | - Пенелопа Магнет — аранжировка, автор, продюсер, вокальная аранжировка, вокальный продюсер, бэк-вокал - Мадонна — автор - Шон МакГи — звукооператор - Ян Меренесс — программирование, звукооператор - C. Midnight — автор - Моби — автор, программирование, продюсер, звукооператор, инструментовка - Пабло Мунгиа — звукооператор - Кендалл Д. Несбитт — клавишные - Ар Келли — автор, продюсер, бэк-вокал - Риши Рич — ремиксы - Эмма Родс — бэк-вокал - Чайна Ройал — бэк-вокал - Джошуа М. Шварц — автор, продюсер, звукооператор, гитара - Гай Сигсуорт — продюсер, инструментовка - Шеп Соломан — продюсер - Бритни Спирс — вокал, автор, продюсер, бэк-вокал - Марк «Spike» Стент — звукооператор, вокальный инженер - Кристофер Стюарт — продюсер, вокальная аранжировка, вокальный продюсер, аранжировка, автор, программирование, бэк-вокал, инструментовка - Stockholm Session Strings — струнные - Рич Таппер — звукооператор - Дэвид Трехерн — звукооператор - Марк Тейлор — продюсер, звукооператор - The Matrix — продюсер, звукооператор, бэк-вокал - Брайан «B Luv» Томас — звукооператор, цифровое редактирование, вокальный инженер - Майк Такер — вокальный инженер, вокальное редактирование - Tumbi — исполнительский ансамбль - Питер Виннберг — автор - P-Dub Walton — цифровое редактирование - Wizardz of Oz — бэк-вокал - Дэн Яшиз — цифровое редактирование - Ying Yang Twins — бэк-вокал |

## Чарты
| Чарты (2003)                    | Высшая позиция |
| ------------------------------- | -------------- |
| Australian Albums Chart         | 10             |
| Austrian Albums Chart           | 10             |
| Belgian Albums Chart (Flanders) | 7              |
| Belgian Albums Chart (Wallonia) | 5              |
| Canadian Albums Chart           | 2              |
| Czech Albums Chart              | 6              |
| Danish Albums Chart             | 8              |
| Dutch Albums Chart              | 9              |
| Finnish Albums Chart            | 15             |
| French Albums Chart             | 1              |
| German Albums Chart             | 2              |
| Greek Albums Chart              | 1              |
| Hungarian Albums Chart          | 7              |
| Italian Albums Chart            | 16             |
| Japanese Albums Chart           | 3              |
| New Zealand Albums Chart        | 25             |
| Norwegian Albums Chart          | 11             |
| Polish Albums Chart             | 23             |
| Portuguese Albums Chart         | 11             |
| Swedish Albums Chart            | 8              |
| UK Albums Chart                 | 13             |
| US Billboard 200                | 1              |

| Чарты (2003)                    | Позиция |
| ------------------------------- | ------- |
| Swiss Albums Chart              | 84      |
| UK Albums Chart                 | 145     |
| Чарты (2004)                    | Позиция |
| Australian Albums Chart         | 49      |
| Belgian Albums Chart (Flanders) | 93      |
| Hungarian Albums Chart          | 51      |
| Swiss Albums Chart              | 49      |
| UK Albums Chart                 | 51      |
| US Billboard 200                | 8       |

| Чарт (2000—2009) | Позиция |
| ---------------- | ------- |
| US Billboard 200 | 143     |

## Сертификации
| Регион | Сертификация  | Продажи    |
| --- | ------------- | ---------- |
| Аргентина (CAPIF) | Платиновый    | 40 000^    |
| Австралия (ARIA) | Платиновый    | 70 000^    |
| Австрия (IFPI Austria)                                                                                                   | Платиновый    | 30,000*    |
| Бельгия (BEA) | Золотой       | 25 000*    |
| Бразилия (ABPD) | Золотой       | 50 000*    |
| Канада (Music Canada) | 3× Платиновый | 300 000^   |
| Дания (IFPI Danmark) | Платиновый    | 40 000^    |
| Финляндия (Musiikkituottajat)                                                                                            | Золотой       | 15,052     |
| Франция (SNEP) | 2× Золотой    | 224,200    |
| Германия (BVMI) | Золотой       | 100,000^   |
| Греция (IFPI Greece) | Золотой       | 10 000^    |
| Венгрия (Mahasz) | Золотой       | 10 000^    |
| Япония (RIAJ) | Платиновый    | 250 000^   |
| Мексика (AMPROFON) | Золотой       | 50 000^    |
| Норвегия (IFPI Norway)                                                                                                   | Золотой       | 20 000*    |
| Новая Зеландия (RMNZ) | Золотой       | 7500^      |
| Россия (NFPF) | 2× Платиновый | 40 000*    |
| Испания (PROMUSICAE) | Золотой       | 50 000^    |
| Швеция (GLF) | Золотой       | 30 000^    |
| Швейцария (IFPI Switzerland)                                                                                             | Золотой       | 20 000^    |
| Великобритания (BPI) | Платиновый    | 533,000    |
| США (RIAA) | 3× Платиновый | 3,000,000  |
| Итого |               |            |
| Европа (IFPI) | Платиновый    | 1 000 000* |
| * Данные о продажах приведены только на основе сертификации. ^ Данные о тиражах приведены только на основе сертификации. |               |            |

## История релиза
| Страна         | Дата             | Формат   | Лейбл    | Ref.    |
| -------------- | ---------------- | -------- | -------- | ------- |
| Италия         | 12 ноября 2003   | CD       | Sony     | [ 138 ] |
| Великобритания | 12 ноября 2003   | CD       | RCA      | [ 139 ] |
| Япония         | 15 ноября 2003   | CD       | Sony     | [ 140 ] |
| Австралия      | 17 ноября 2003   | CD       | Sony     | [ 141 ] |
| Австрия        | 17 ноября 2003   | CD       | Sony     | [ 142 ] |
| Франция        | 17 ноября 2003   | CD       | Sony     | [ 143 ] |
| Германия       | 17 ноября 2003   | CD       | Sony     | [ 142 ] |
| Испания        | 17 ноября 2003   | CD       | Sony     | [ 144 ] |
| Швейцария      | 17 ноября 2003   | CD       | Sony     | [ 142 ] |
| Канада         | 18 ноября 2003   | CD       | Sony     | [ 145 ] |
| США            | 18 ноября 2003   | CD       | Jive     | [ 146 ] |
| Канада         | 26 апреля 2005   | DualDisc | Sony BMG | [ 147 ] |
| США            | 26 апреля 2005   | DualDisc | Jive     | [ 148 ] |
| Австрия        | 29 августа 2005  | DualDisc | Sony BMG | [ 149 ] |
| Германия       | 29 августа 2005  | DualDisc | Sony BMG | [ 149 ] |
| Швейцария      | 29 августа 2005  | DualDisc | Sony BMG | [ 149 ] |
| Великобритания | 26 сентября 2005 | DualDisc | RCA      | [ 150 ] |
| Италия         | 14 октября 2005  | DualDisc | Sony BMG | [ 151 ] |